# Södra Mörttjärnen (Nordmarks socken, Värmland)
Södra Mörttjärnen är en sjö i Filipstads kommun i Värmland och ingår i Göta älvs huvudavrinningsområde. Sjön har en area på 0,0415 kvadratkilometer och ligger 255,2 meter över havet.

## Delavrinningsområde
Södra Mörttjärnen ingår i det delavrinningsområde (665461-139980) som SMHI kallar för Utloppet av Östra Sundsjön. Medelhöjden är 314 meter över havet och ytan är 14,28 kvadratkilometer. Det finns inga avrinningsområden uppströms utan avrinningsområdet är högsta punkten. Vattendraget som avvattnar avrinningsområdet har biflödesordning 5, vilket innebär att vattnet flödar genom totalt 5 vattendrag innan det når havet efter 392 kilometer. Avrinningsområdet består mestadels av skog (75 procent). Avrinningsområdet har 1,17 kvadratkilometer vattenytor vilket ger det en sjöprocent på 8,2 procent.